# Sinagoga de Dresde

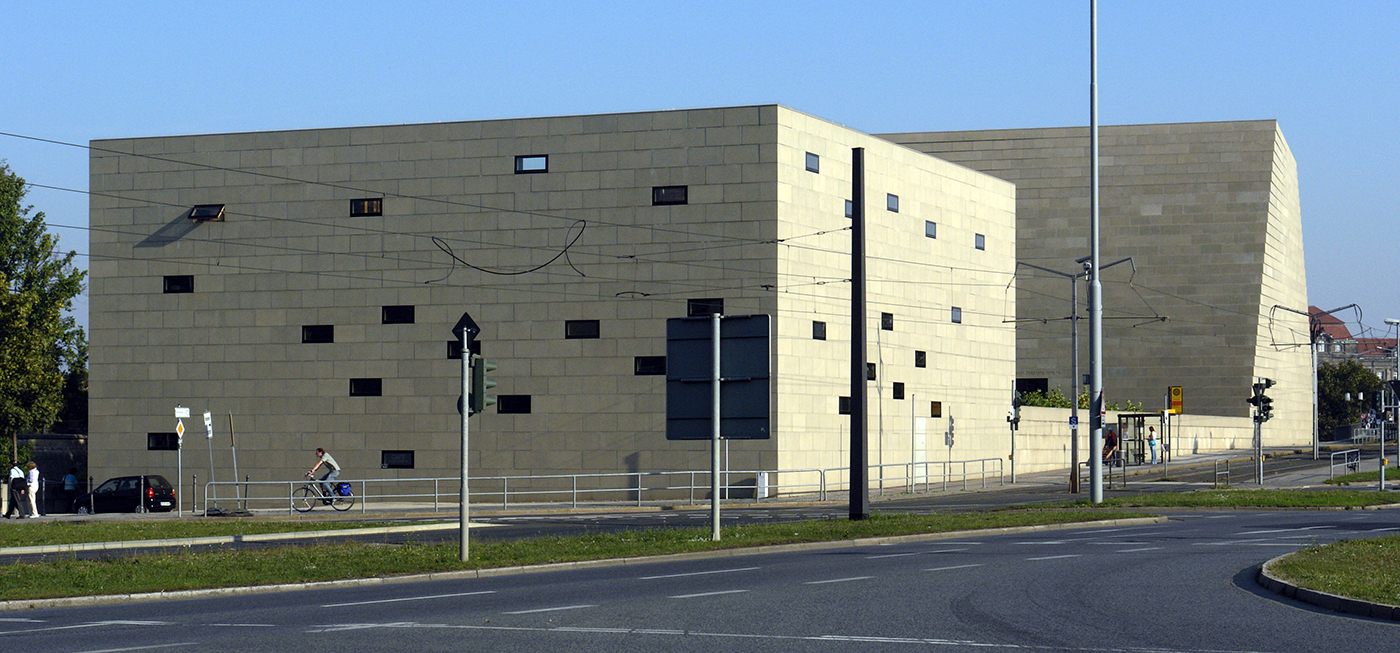
Aspecto actual de la sinagoga de Dresde.

La sinagoga de Dresde se encuentra en las afueras del casco viejo de dicha ciudad alemana, entre la terraza de Brühl y el puente de Carola. La primera sinagoga ubicada en este lugar fue obra del arquitecto Gottfried Semper y fue destruida en 1938. La nueva sinagoga se construyó prácticamente en el mismo sitio a partir de 1996. Entre 1950 y 2001, la comunidad judía celebró sus servicios religiosos en el tanatorio del cementerio judío de Fiedlerstraße.

## La antigua sinagoga

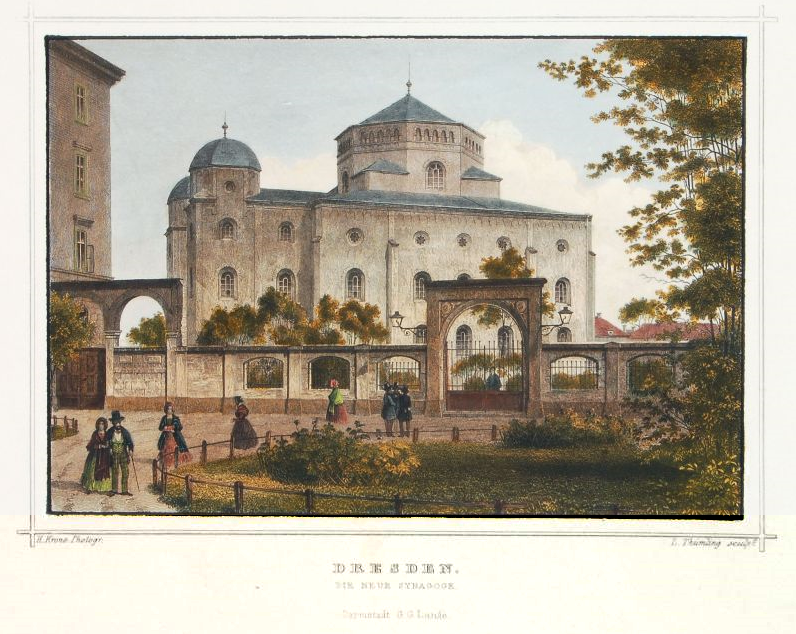
Antigua sinagoga, de Gottfried Semper, hacia 1860.

La sinagoga construida por Gottfried Semper entre 1839 y 1840 fue destruida en el año 1938 durante la "noche de los cristales rotos". Lo único que se pudo conservar fue la estrella de David que coronaba el techo del antiguo edificio. Fue encontrada y escondida por uno de los bomberos de la ciudad, que habían sido exclusivamente llamados para evitar que el fuego que consumía la sinagoga se extendiera a los edificios colindantes. La estrella fue restaurada y hoy día se encuentra en la nueva sinagoga.

## La nueva sinagoga

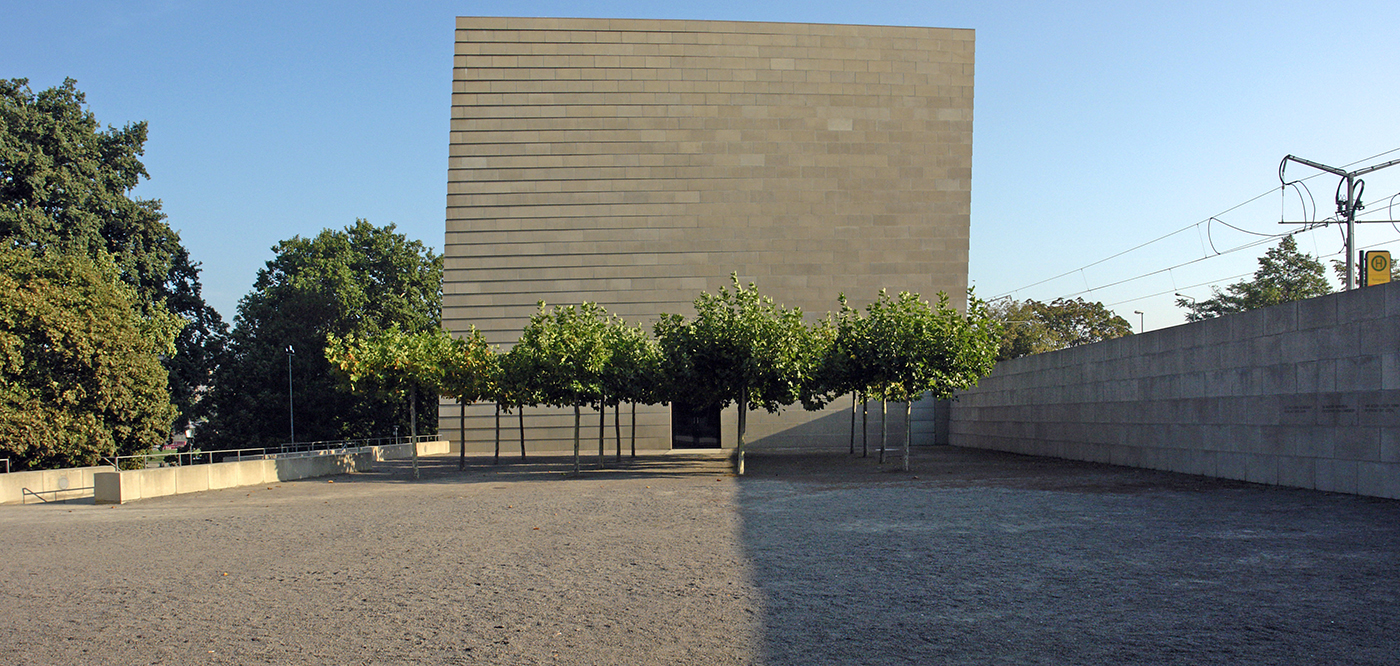
Sinagoga vista desde el patio interior.

La nueva construcción fue reabierta al culto exactamente 63 años después de su destrucción. En 2002 fue galardonada con el premio al mejor edificio europeo del año. Su diseño corrió a cargo del estudio de arquitectura de Saarbrücken Wandel, Hoefer und Lorch. Desde el punto de vista arquitectónico se caracteriza por sus fachadas sin ventanas y por la superficie escamada de su estructura, casi cúbica. El diseño permite que el Aron Ha-Kodesh o "cofre sagrado", una especie de hornacina donde se guarda la Torá, esté situado en la pared del edificio más cercana a Jerusalén, tal y como dicta la tradición. El color gris amarillento y la estructura del edificio encajan con la arquitectura de piedra caliza del centro de la ciudad. El edificio está hecho con hormigón al que se ha añadido un pigmento para dar el color característico.
Al sur de la sinagoga se encuentra el edificio que sirve de centro de reunión de la comunidad judía, algo más bajo. En él, también hay una cafetería. La fachada que da al patio interior es acristalada, mientras que las otras tres tienen pequeñas ventanas.